# Cacicus
Cacicus är ett fågelsläkte i familjen trupialer inom ordningen tättingar. Släktet omfattar här elva artersom förekommer i Latinamerika från Honduras till centrala Argentina:
- Eremitkasik (C. solitarius) – placeras av vissa i egna släktet Procacicus
- Mindre kasik (C. chrysopterus)
- Flodkasik (C. koepckeae)
- Ecuadorkasik (C. sclateri)
- Gulgumpad kasik (C. cela)
- Scharlakansgumpad kasik (C. uropygialis)
- Bergkasik (C. chrysonotus)
- Bandstjärtad kasik (C. latirostris) – tidigare placerad i det egna släktet Ocyalus, alternativt bland oropendolorna i Psarocolius
- Rödryggig kasik (C. haemorrhous)
- Hjälmkasik (C. oseryi) – tidigare placerad i det egna släktet Clypticterus, alternativt bland oropendolorna i Psarocolius